# احمد ادریسوف
احمد ادریسوف (انگلیسی: Akhmed Idrisov; ۷ نوامبر ۱۹۹۹) کشتی‌گیر آزاد اهل روسیه است.
وی در مسابقات بین‌المللی در مجموع برندهٔ ۲ مدال طلا و ۱ مدال برنز برای کشور روسیه شده‌است.